# Medgyaszay István (hajóskapitány)
Medgyaszay István (Bécs, 1819. január 26. – Budapest, 1882. február 22.) hajóskapitány, királyi tanácsos. 

## Életútja
Apja, aki nagykereskedő volt, a kereskedelmi pályára szánta és elvégeztette vele a polytechnikumot (ahol a felsőbb számtant, mechanikát, természettant és vegytant tanulta), majd maga mellé vette üzletébe. Beutazta Európa nagy részét; hosszabb ideig tartózkodott Olaszország gyáraiban és nagykereskedők házánál. Érdeklődése azonban a hajózáshoz vonzotta. Egy ideig a trieszti tengerésziskolát látogatta, 1842-ben pedig az I. császári és királyi szabad Dunagőzhajózási társaság szolgálatába lépett. Csakhamar kapitánnyá nevezték ki és az Al-Dunán, majd a Tiszán működött. 1845-től 1847-ig az Aldunán a Vaskaputól a tengerig hajózási szolgálatot teljesített. 1847-ben Szolnokra küldték felügyelői minőségben. Ekkr hajózási javaslatai voltak: a tiszai hajózás Szegedtől Szolnokig és Tokajig; a marosi hajózás Aradig; a Béga-csatornai hajózás Temesvárig áruszállító kis hajókkal; a szávai vontató hajózás; a vontatás kiterjesztése a Tiszán; a kőszén szállítása vashajókkal: az oravicai kitűnő kőszénbányák megvásárlása. 
1848-ban a magyar kormány hidász-századosi ranggal hajózási biztossá nevezte ki. A szabadságharc után kilépett az osztrák társaság szolgálatából. Ekkor Török-Deésen nagyobb bérletet vállalt özvegy Leiningen grófné birtokán és gazdálkodott. Amikor az 1856-os párizsi szerződés a dunai hajózás szabadságát proklamálta, Spirta zimonyi nagykereskedővel megépítette és 1858-ban forgalomba helyezte az Archimedes nevű csavargőzöst. Ennek kapitánya és az üzlet intézője volt 1868-ig. 1859-ben a dunai hajózási viszonyok és különösen az osztrák dunagőzhajózási társaság szervezetének és ügyvezetésének bírálatával foglalkozva, a Pesti Naplóban közzétett cikksorozata németül önálló füzetben is megjelent. S. r. M. jegy alatt, franciául is Odesszában. 1860-ban az általa tervezett magyar dunagőzhajózási társulat megalakult, noha nem egészen az ő tervei szerint. 1868-ban a dunagőzhajózási társaságnál lett segédfelülgyelő és Bécsbe helyezték át. 1870-ben Budapesten hajófelügyelő és forgalmi igazgatósági társvezető lett és maradt egészen történt haláláig. Érdemei elismeréseül a királyi tanácsosi címet kapta.